# En la puerta del jardín. La esposa del artista
En la puerta del jardín. La esposa del artista es una pintura al óleo realizada por Laurits Andersen Ring en 1897. Se trata de un retrato de su esposa Sigrid Kähler (1874-1923), con quien se había casado en 1896. La pintura, de 191 × 144 cm, es propiedad de la Galería Nacional de Dinamarca.

## Descripción
Este cuadro de Ring sugiere la fragilidad humana al mostrar el talle embarazado de Sigrid en contraste con la vegetación y estructura de las ramas del árbol casi muerto que centra la composición al fondo. Todo ello se ha interpretado como una llamada del pintor en «recuerdo de la fragilidad que también incluye la vida emergente percibida por el hombre y la naturaleza». Los contrastes entre colores fríos y cálidos contribuyen a la sensación de espacio. En el primer plano, a la izquierda, se encuentran los colores calientes, el naranja y el amarillo, de la cortina y el vestido de la esposa, mientras que los colores más fríos, verdes y azules, se muestran en el fondo de la imagen.
El pintor tenía 42 años cuando pintó el retrato, y su esposa tan solo 22. Los historiadores de arte en este contexto, interpretaron la pintura como una carta de amor a la mujer embarazada, que la posiciona en el viaje en busca de la primavera en flor que simboliza el amor.

## Estilo
Ring está considerado como un pionero en la pintura danesa del simbolismo y sus obras dentro del realismo social. En los últimos años ha sido aceptado en la investigación histórica de su arte, que estos dos aspectos de su trabajo son igualmente importantes y se complementan entre sí. También se ha señalado que En la puerta del jardín representa una visión alternativa de las mujeres en el romanticismo, idealizadora de la figura femenina.

## Europeana 280
En abril de 2016, la pintura En la puerta del jardín. La esposa del artista fue seleccionada como una de las diez obras artísticas más importantes de Dinamarca por el proyecto Europeana.